# 软硬酸碱理论
软硬酸碱理论简称HSAB（英語：Hard-Soft-Acid-Base）理论，是一种尝试解释酸碱反应及其性质的现代理论。20世纪60年代初，拉尔夫·皮尔逊採用HSAB原理，嘗試统一有机和无机化学反应。它目前在化学研究中得到了广泛的应用，其中最重要的莫过于对配合物稳定性的判别和其反应机理的解释。软硬酸碱理论的基础是酸鹼電子論，即以电子对得失作为判定酸、碱的标准（即路易斯酸碱理论）。该理论可用于定性描述，而非定量的描述，这将有助于了解化学性质和反应的主要驱动因素。尤其是在过渡金属化学，化学家们已经完成了无数次实验，以确定配体和过渡金属离子本身的硬和软方面的相对顺序。

## 原理
在软硬酸碱理论中，酸、碱被分别归为“硬”、“软”两种。“硬”是指那些具有较高电荷密度、较小半径的粒子（离子、原子、分子），即电荷密度与粒子半径的比值较大。“软”是指那些具有较低电荷密度和较大半径的粒子。“硬”粒子的极化性较低，但极性较大；“软”粒子的极化性较高，但极性较小。
此理論的中心主旨是，在所有其他因素相同時，“軟”的酸與“軟”的鹼反應較快速，形成較強鍵結；而“硬”的酸與“硬”的鹼反應較快速，形成較強鍵結。
大體上來說，“硬亲硬，软亲软”生成的化合物较稳定。

## 历史
拉爾夫·皮爾森在六十年代首次提出了该理论。自那以后，化学家们不断开拓该理论的应用范围，使之如今已成为了最重要的无机化学基础理论之一。

## 举例
| 软硬酸碱 | 软硬酸碱     | 软硬酸碱 | 软硬酸碱            | 软硬酸碱 | 软硬酸碱 | 软硬酸碱 | 软硬酸碱 |
| -------- | ------------ | -------- | ------------------- | -------- | -------- | -------- | -------- |
| 酸       | 酸           | 酸       | 酸                  | 碱       | 碱       | 碱       | 碱       |
| 硬       | 硬           | 软       | 软                  | 硬       | 硬       | 软       | 软       |
| 氢正离子 | H+           | 汞       | CH3Hg+，Hg2+，Hg22+ | 氢氧根   | OH−      | 氢化物   | H−       |
| 碱金属   | Li+，Na+，K+ | 铂       | Pt4+                | 醇盐     | RO−      | 硫醇盐   | RS−      |
| 钛       | Ti4+         | 钯       | Pd2+                | 卤素     | F−，Cl−  | 卤素     | I−       |
| 铬       | Cr3+，Cr6+   | 银       | Ag+                 | 氨       | NH3      | 膦       | PR3      |
| 三氟化硼 | BF3          | 硼烷     | BH3                 | 羧酸盐   | CH3COO−  | 硫氰酸盐 | SCN−     |
| 碳正离子 | R3C+         | 四氯苯醌 | C6Cl4O2             | 碳酸盐   | CO32−    | 一氧化碳 | CO       |
|          |              | 重金属   | M0                  | 肼       | N2H4     | 苯       | C6H6     |
|          |              | 金       | Au+                 |          |          |          |          |

极端的情况下，还定义了交界酸及交界碱
- 交界酸：三甲基硼、二氧化硫和Fe（II）、Co（II）、 Cs（I）、Pb（II）。
- 交界碱：苯胺、吡啶、氮、叠氮化物、溴化物、亚硝酸根和亚硫酸根阴离子。

## 化学硬度
| 以电子伏特为单位的化学硬度 |      |      |                |      |     |
| 酸                         | 酸   | 酸   | 碱             | 碱   | 碱  |
| 氢正离子                   | H+   | +∞   | 氟离子         | F-   | 7   |
| 铝离子                     | Al3+ | 45.8 | 氨             | NH3  | 6.8 |
| 锂离子                     | Li+  | 35.1 | 氢负离子       | H-   | 6.8 |
| 钪离子                     | Sc3+ | 24.6 | 一氧化碳       | CO   | 6.0 |
| 钠离子                     | Na+  | 21.1 | 氢氧根离子     | OH-  | 5.6 |
| 镧离子                     | La3+ | 15.4 | 氰根离子       | CN-  | 5.3 |
| 锌离子                     | Zn2+ | 10.8 | 磷化氢         | PH3  | 5.0 |
| 二氧化碳                   | CO2  | 10.8 | 亚硝酸根离子   | NO2- | 4.5 |
| 二氧化硫                   | SO2  | 5.6  | 氢硫酸氢根离子 | SH-  | 4.1 |
| 碘                         | I2   | 3.4  | 甲基负离子     | CH3- | 4.0 |

1983年，Parr与Pearson将软硬酸碱理论从定性发展到了定量层面，并提出了化学硬度（chemical hardness，以η表示）的概念，它与一个化学体系的总能量对稳定核环境（fixed nuclear environment）中的电子数的二阶偏微分成正比：
{\displaystyle \eta ={\frac {1}{2}}\left({\frac {\partial ^{2}E}{\partial N^{2}}}\right)_{Z}.}
其中的系数只影响绝对值，可以任意指定，一般使用Pearson所用的二分之一。
若要在实际应用中更简便地计算，可以用差分来近似：
{\displaystyle {\begin{aligned}\eta &\approx {\frac {E(N+1)-2E(N)+E(N-1)}{2}},\\&={\frac {(E(N-1)-E(N))-(E(N)-E(N+1))}{2}},\\&={\frac {1}{2}}(I-A),\end{aligned}}}
其中I为电离能，A为电子亲和能。这个表达式也指出存在能隙的体系中，化学硬度与能隙大小成正比。
总能量对电子数的一阶偏微分即体系的化学势（以μ表示）：
{\displaystyle \mu =\left({\frac {\partial E}{\partial N}}\right)_{Z},}
对其作同样的近似，可以得到：
{\displaystyle {\begin{aligned}\mu &\approx {\frac {E(N+1)-E(N-1)}{2}},\\&={\frac {-(E(N-1)-E(N))-(E(N)-E(N+1))}{2}},\\&=-{\frac {1}{2}}(I+A),\end{aligned}}}
这个值是密立根标度电负性（以χ表示）的相反数：μ = −χ.
从而得到化学硬度与密立根电负性的关系：
{\displaystyle 2\eta =\left({\frac {\partial \mu }{\partial N}}\right)_{Z}\approx -\left({\frac {\partial \chi }{\partial N}}\right)_{Z},}
在这个意义上，“硬”指的是抵抗极化或变形的能力强，“软”即相应的能力弱。